# Gayle King
Gayle King (Chevy Chase, 28 de dezembro de 1954) é uma jornalista, escritora e celebridade norte-americana, conhecida por apresentar o CBS This Morning desde 2012. Em 2019, foi listada como uma das pessoas mais influentes do mundo pela revista Time.